# Flammula fusa
Flammula fusa är en svampart som först beskrevs av August Johann Georg Karl Batsch, och fick sitt nu gällande namn av Paul Kummer 1871. Flammula fusa ingår i släktet Flammula och familjen Strophariaceae.   Inga underarter finns listade i Catalogue of Life.